# Glina (řeka)
Glina je řeka v Chorvatsku a v Bosně a Hercegovině. Je dlouhá 112,2 km a prochází Karlovackou a Sisacko-moslavinskou župou. Pramení v blízkosti vesnice Gornji Kremen u města Slunj a ústí do řeky Kupy. Protéká městem Glina, které se podle řeky jmenuje. Řeka tvoří část chorvatsko-bosenské státní hranice, a v některých případech zasahuje i do Bosny a Hercegoviny.

## Sídla ležící u břehu řeky
Crno Vrelo, Bandino Selo, Kestenovac, Klokoč, Donja Žrvnica, Velika Kladuša (BiH), Gejkovac, Crni Potok, Staro Selo Topusko, Velika Vranovina, Topusko, Hrvatsko Selo, Skela, Glina, Hađer, Prekopa, Kihalac, Marinbrod, Donje Jame, Glinska Poljana, Slana

## Přítoky
Řeka má dva pravostranné přítoky, a to řeky Maja a Kladušnica.